# Глинда из страны Оз
«Глинда из страны Оз» — четырнадцатая книга из серии книг о стране «Оз», написанная американским детским писателем Л. Фрэнком Баумом и опубликованная 10 июля 1920 года. Это последняя книга оригинального цикла «Оз», которая позже была продолжена другими авторами. Как и в большинстве произведений цикла, сюжет заключается в путешествии по отдаленным регионам страны Оз. В этой книге рассказывается о двух путешествиях: Дороти и Озма отправляются, чтобы остановить войну между Плоскоголовыми и Скизерами, а затем Глинда и группа друзей Дороти отправляются их спасти. Книга посвящена второму сыну Баума, Роберту Стэнтону Бауму.

## Сюжет
Принцесса Озма и Дороти отправляются в глухой уголок Страны Оз, чтобы предотвратить войну между местными племенами Скизеров и Плоскоголовых. Лидеры двух племен оказываются упрямыми и полны решимости сражаться, несмотря на Озму и Дороти. Не имея возможности предотвратить войну, Дороти и Озма оказываются в плену на покрытом стеклом острове Скизеров, который волшебным образом погружается на дно озера. Их положение ухудшается, когда воинственная королева Ку-о-ха, которая держит их в плену и одна знает, как поднять остров обратно на поверхность озера, проигрывает битву и превращается в лебедя, забывая всю свою магию и оставляя жителей острова вместе с Озмой и Дороти в ловушке на дне озера. Озма и Дороти вызывают Глинду, которая с помощью нескольких магов и помощников ищет возможность поднять остров на поверхность озера и освободить его обитателей.

## Оригинальная рукопись
Печатный текст книги имеет одно существенное отличие от рукописи Баума. В рукописи Красная Рира сначала появляется в виде скелета со сросшимися костями и светящимися красными глазами в глазницах черепа. В печатном тексте Рира Рыжая сначала предстает в виде серой обезьяны в фартуке и кружевном чепчике — зрелище скорее комическое, чем пугающий и тревожный призрак. Изменение, скорее всего, было внесено Баумом по предложению его редакции. Другие изменения в рукописи, внесенные неизвестным редактором из Reilly & Lee, относительно тривиальны, и высказывалось предположение, что они не всегда улучшают текст.
Затопленный город Скизеров в этой книге, возможно, был подсказан Бауму полузатопленным храмом Исиды в Филах в Египте, который Баумы видели во время своего путешествия по Европе и Египту в первые шесть месяцев 1906 года.

## Экранизация
Короткометражный фильм 2015 года «Страна Оз» является адаптацией главы 8, в которой излагаются как история, так и нынешнее положение дел в стране Оз. Этот короткометражный фильм представляет собой почти дословное воспроизведение встречи Дороти и Озмы с Ку-о-ха, хотя в этой версии Ку-о-ха изображен как король, а не как королева. 